# Qeshlāq-e Ḩājj Aman
Qeshlāq-e Ḩājj Aman (persiska: قِشلاقِ حاجّ اَمَن) är en ort i Iran.   Den ligger i provinsen Ardabil, i den nordvästra delen av landet, 500 km nordväst om huvudstaden Teheran. Qeshlāq-e Ḩājj Aman ligger 150 meter över havet och antalet invånare är 111.
Terrängen runt Qeshlāq-e Ḩājj Aman är lite kuperad. Runt Qeshlāq-e Ḩājj Aman är det ganska glesbefolkat, med 43 invånare per kvadratkilometer. Närmaste större samhälle är Bileh Savar, 17,9 km öster om Qeshlāq-e Ḩājj Aman. Trakten runt Qeshlāq-e Ḩājj Aman består till största delen av jordbruksmark.